# استان خان هوا
 استان خان هوا (به لاتین: Khánh Hòa Province) یک استان در ویتنام است که در ویتنام واقع شده‌است.

## خصوصیات
استان خان هوا ۵٬۲۱۷٫۶ کیلومترمربع مساحت و ۱٬۱۵۶٬۹۰۳ نفر جمعیت دارد.